# Sloupový kostel v Uvdalu
Dřevěný sloupový kostel v Uvdalu (norsky Uvdal stavkirke) je menší, ale cenný sloupový kostel typu stavkirke z 12. století (podle dendrochronologického datování vzorků použitých borovic byl postaven po roce 1168), který se nachází ve vesnici Uvdal, v municipalitě Nore og Uvdal, v tradičním regionu Numedal, v kraji Buskerud v jihovýchodním Norsku.

## Historie kostela
Kostel byl postaven ve 12. století, přičemž archeologický průzkum z roku 1978 prokázal, že kostel byl postaven na pozůstatcích dřívějšího kostela. Předpokládá se, že starší kostel byl postaven technologií zapuštěných rohových sloupů na počátku 11. století. Podle dendrochronologického datování vzorků použitých borovic byl současný kostel postaven po roce 1168, v době stavby nebyly kmeny borovic zcela suché.
Kostely zhotovené ve 12. století byly obvykle velmi malé, mnohdy nepřesahovaly 40 metrů čtverečních, a proto byly často rozšiřovány, a to jak během středověku, tak  v době reformace. Také tento kostel postupně prošel několika přestavbami. Loď kostela byla během středověku nejprve rozšířena směrem na západ, kdy byla také odstraněna původní apsida kněžiště a samotné kněžiště prodlouženo. Zhruba ve stejném období byl přidán další středový sloup. 
Znovu bylo kněžiště zcela přestavěno v roce 1684, kdy bylo zhotoveno nové a širší kněžiště o stejné šířce jako loď. V letech 1721–1723 pak byla k severní a jižní stěna kostela přistavěna křídla, aby kostel získal tvar kříže. Musela být postavena také nová hřebenová věžička, aby odpovídala novému tvaru celého kostela. Později, v roce 1819, byla k severní stěně kněžiště přistavěna nová sakristie.
Vnější stěny byly obloženy v roce 1760. Pokud jde o interiér kostela, lavice s ornamentálně zdobenými bočnicemi byly do lodi přidány v roce 1624. Nejstarší část interiéru byla bohatě vyzdobena malbou pravděpodobně v roce 1656. Malby jsou v podobném stylu jako v nedalekém sloupovém kostele v Nore. Kněžiště bylo vyzdobeno až o něco později, v souvislosti s přístavbou v roce 1684. Na sloupech kněžiště jsou dobře patrné dvě strašidelné polopostavy, které podle pověsti dokázaly chytat démony.

## Památková ochrana
Kostel přestal být pravidelně používán v roce 1893, ale v letní sezóně se v něm stále příležitostně konají bohoslužby. Od konce 19. století je vlastníkem kostela Fortidsminneforeningen (Společnost pro ochranu starých norských památek), která krátce nato získala také kostel v nedaleké vesnici Nore. Tato společnost v současnosti vlastní i několik dalších dochovaných kostelů. 
Koncem devadesátých let bylo místním internetovým stránkám Numedalsnett povoleno s minimálním vybavením natočit krátké video interiéru. Videoklip je k dispozici na YouTube (viz sekce Externí odkazy). Od června 2016 je fotografování bohatě zdobeného interiéru povoleno. 

## Fotogalerie

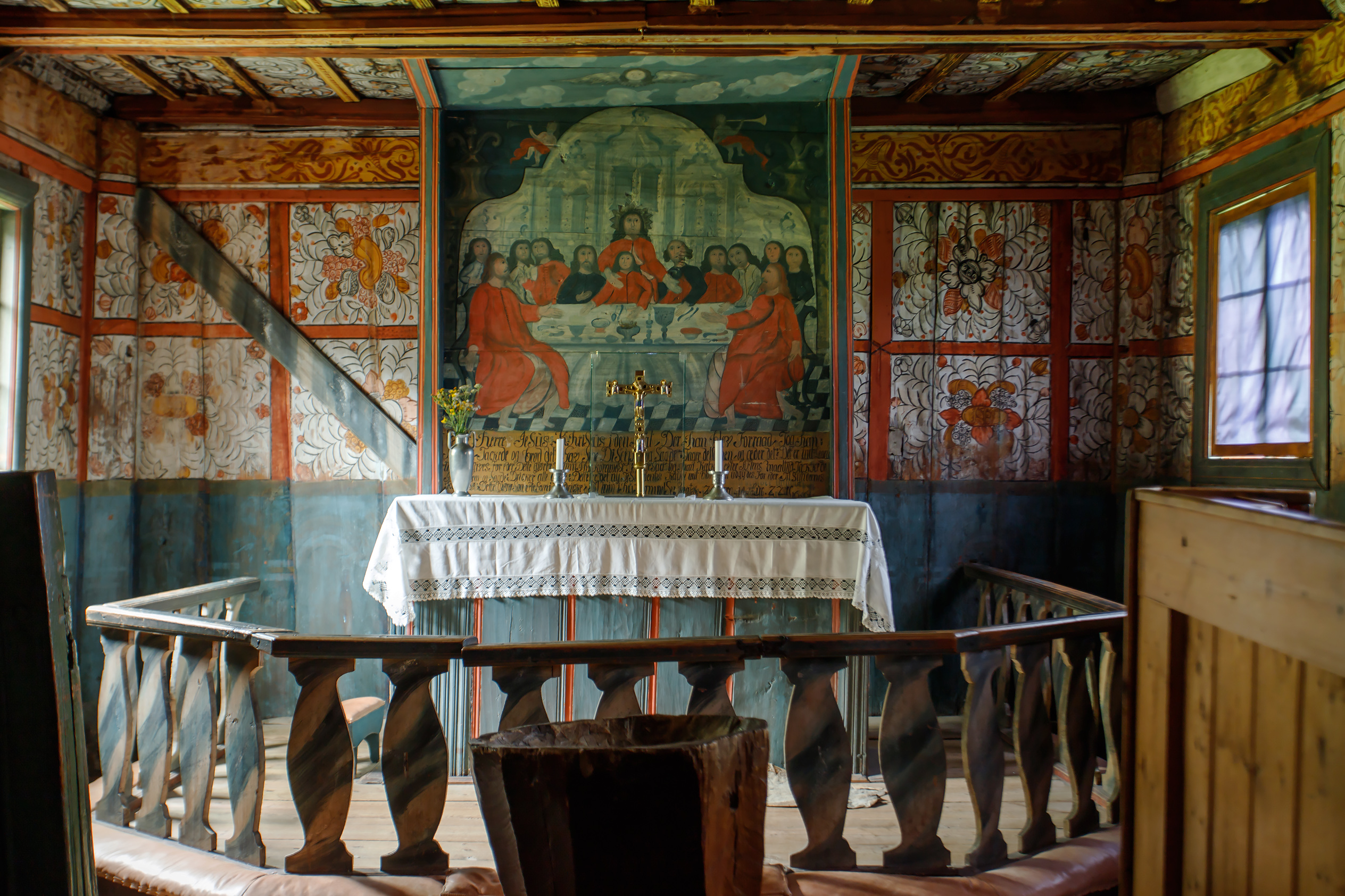
Oltář
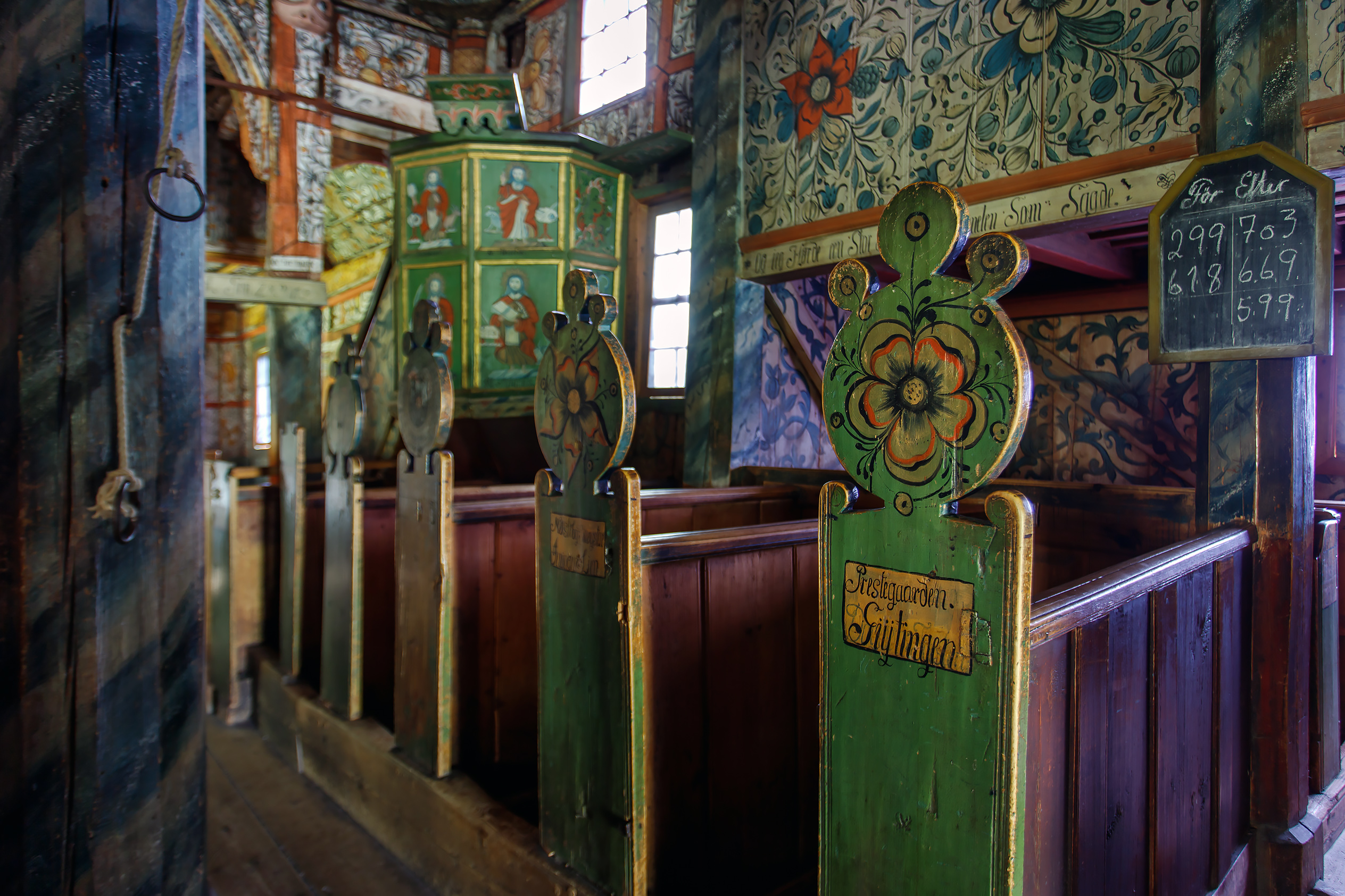
Zdobené lavice
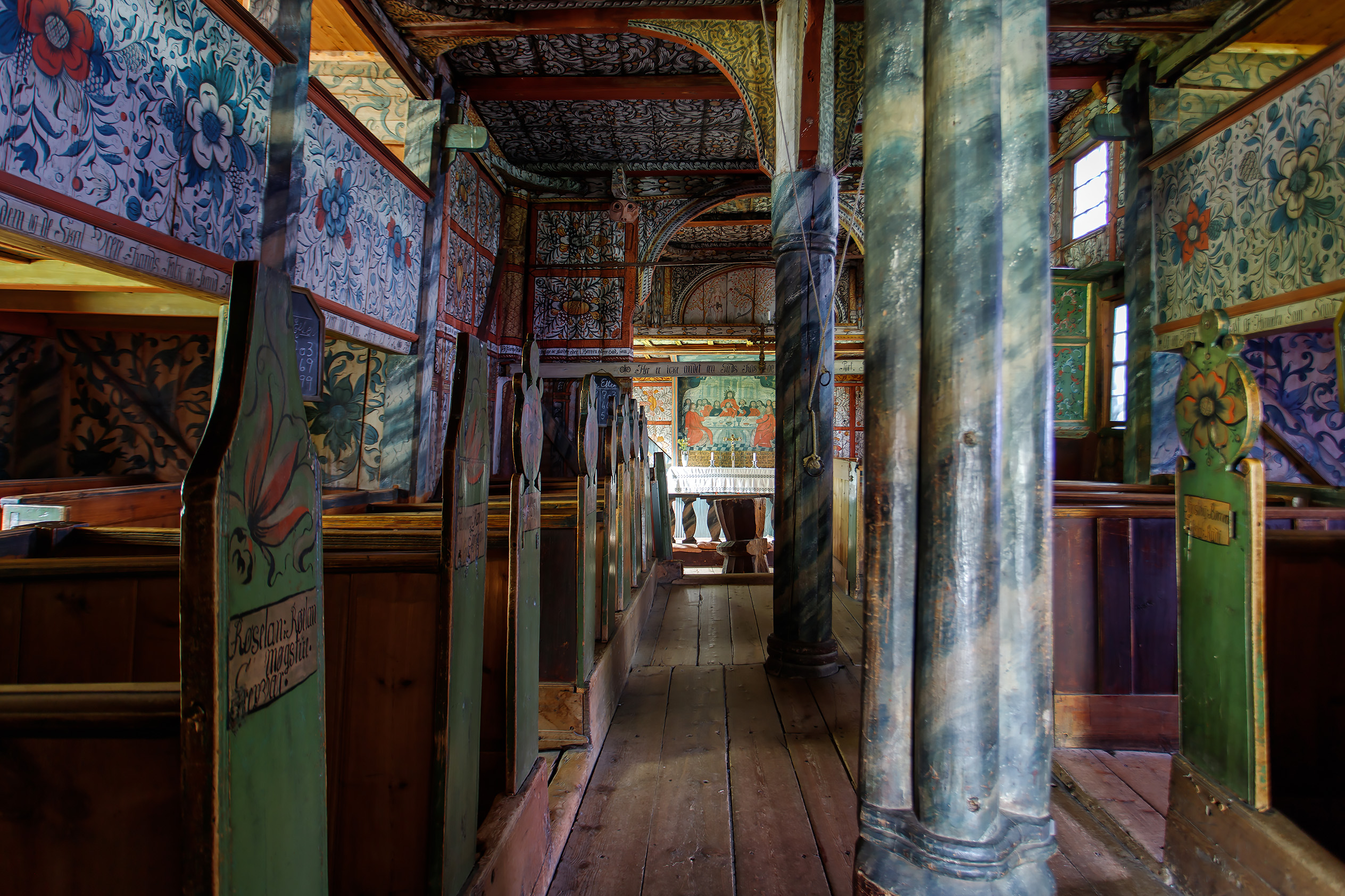
Pohled od vchodu
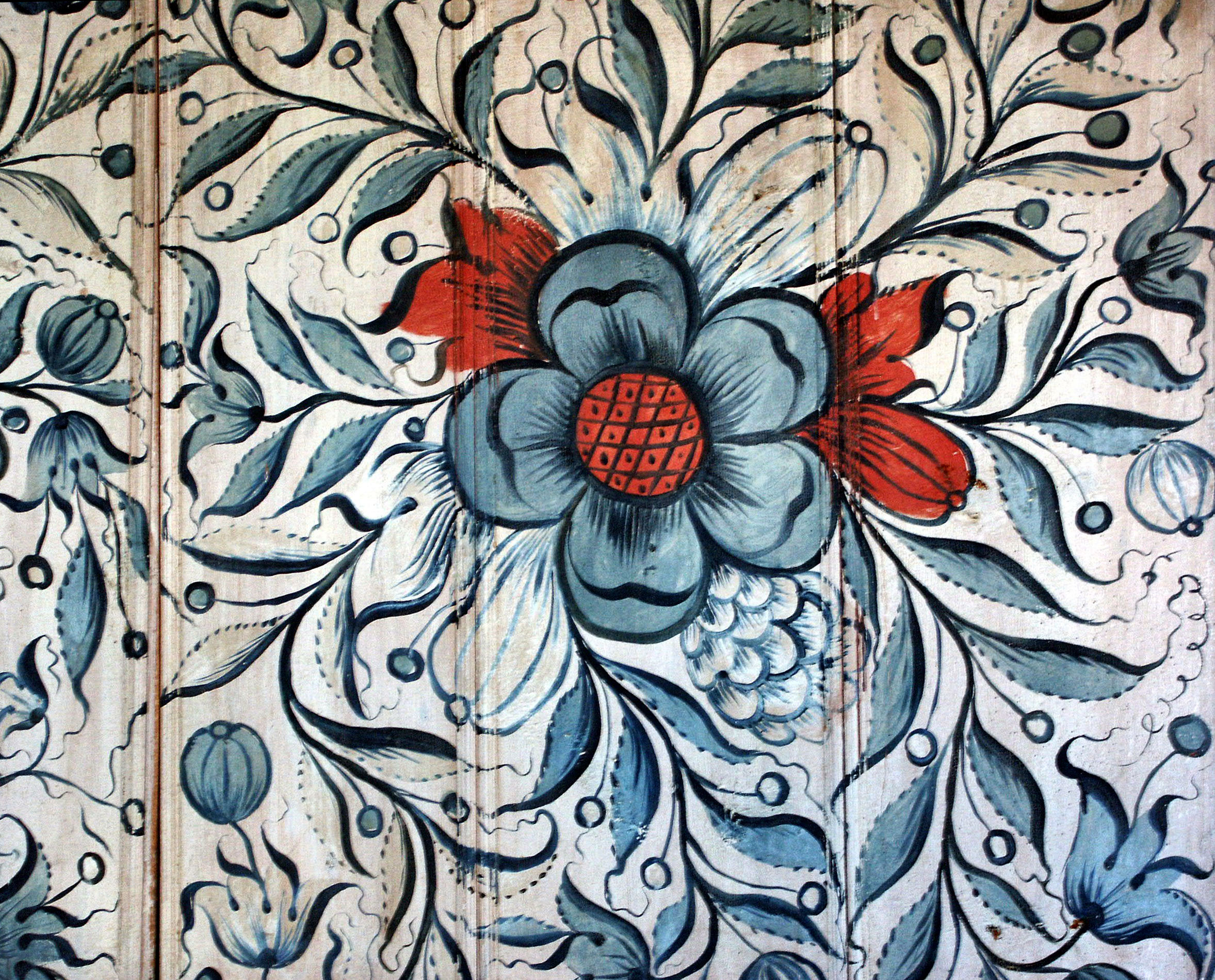
Malby s motivem růží
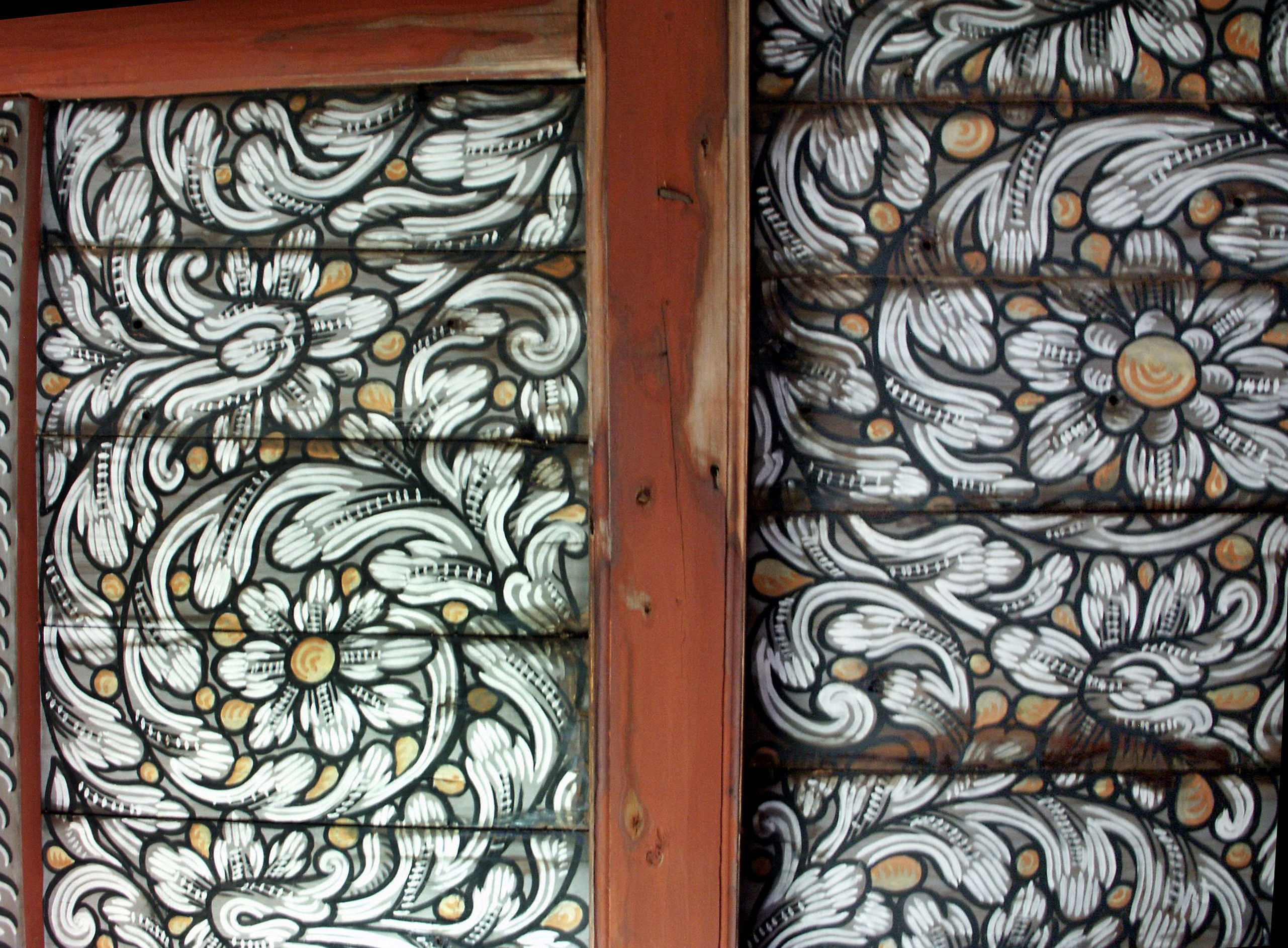
Malby s motivem růží
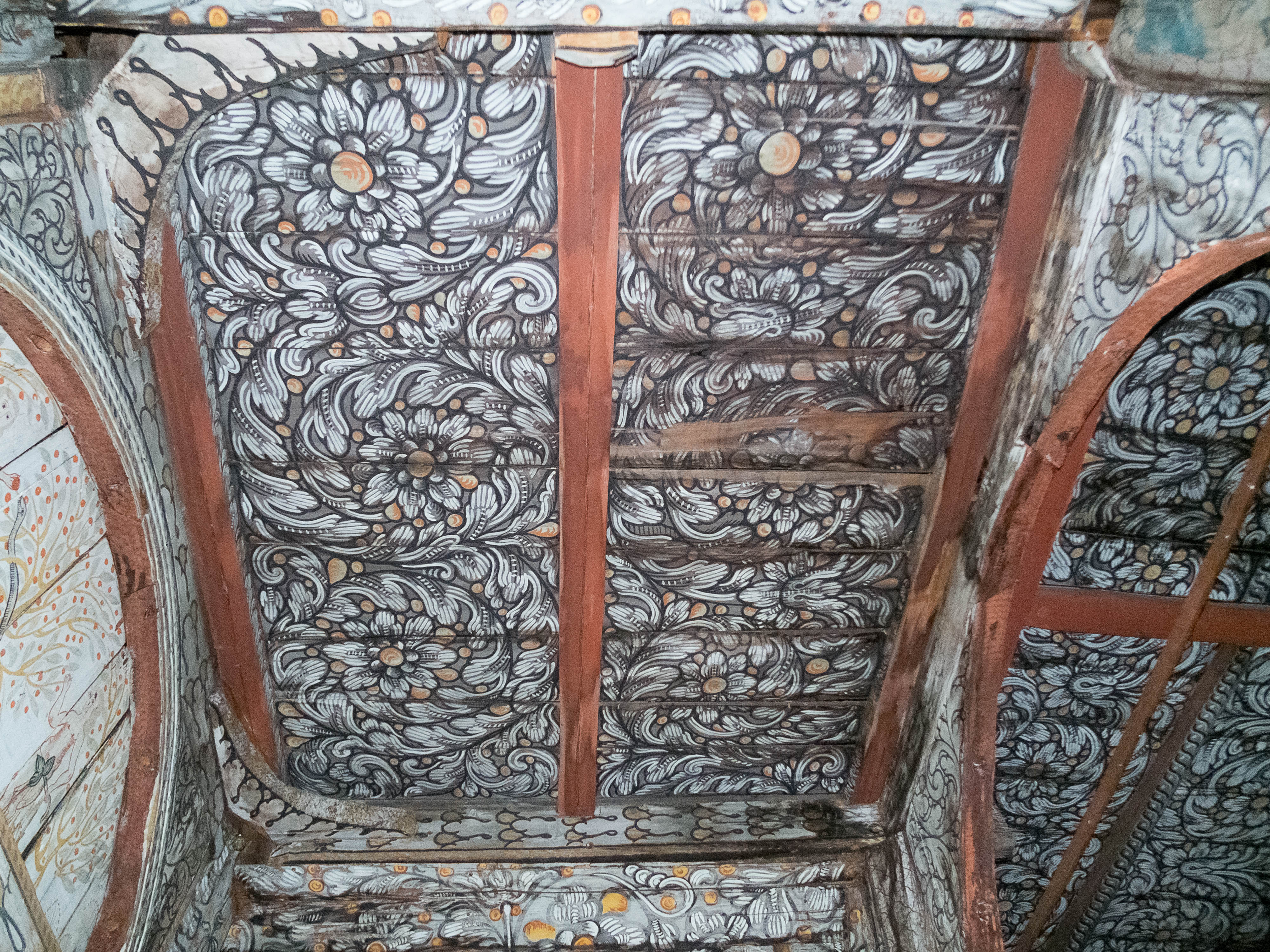
Malovaný strop lodi kostela
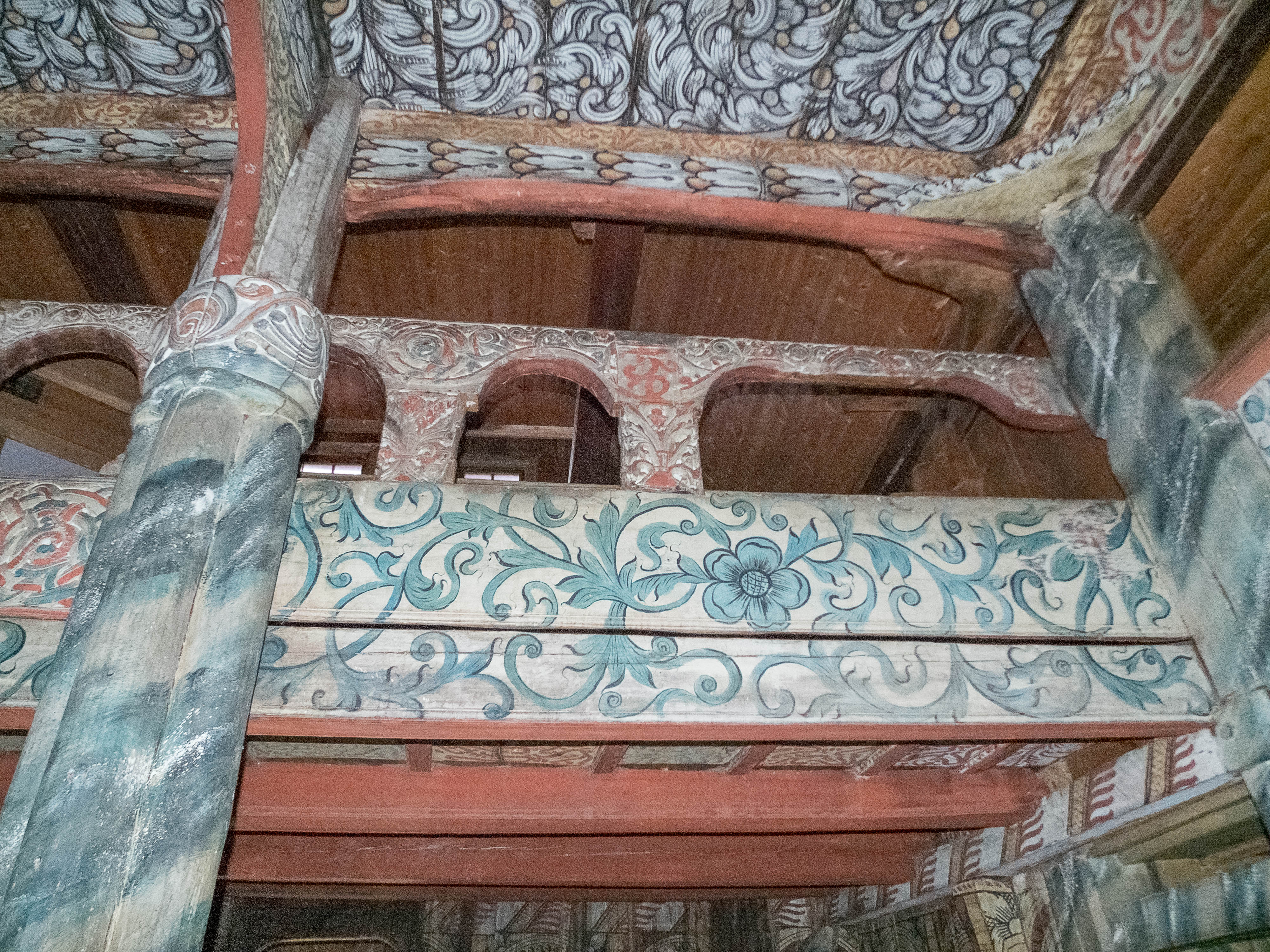
Horní galerie kostela